# 錦江 (四川省)

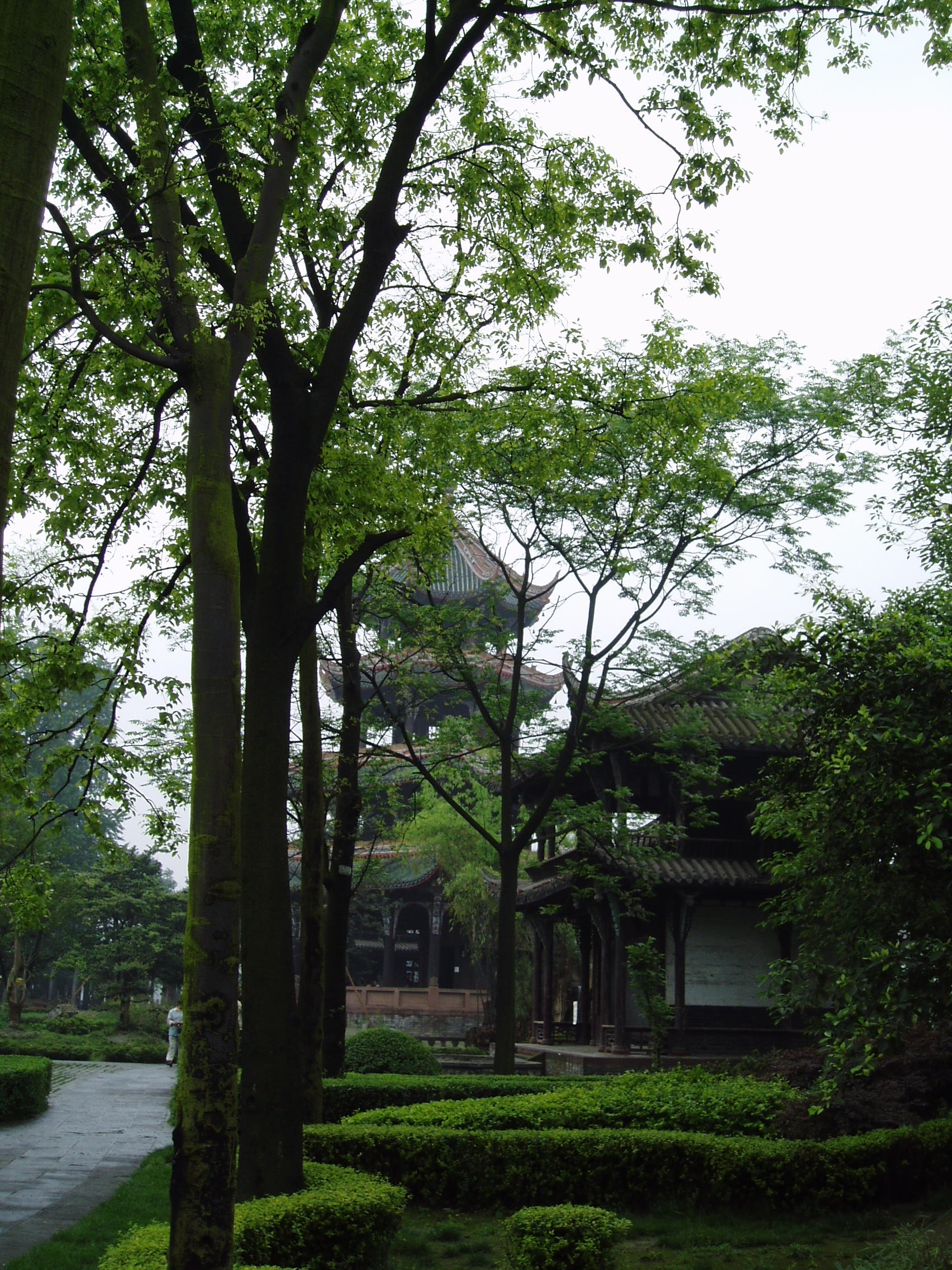
望江楼

錦江（きんこう、Jin River、拼音: Jǐn jiāng、錦水とも）は、中華人民共和国四川省の省都・成都市中心部を流れる川で、岷江の支流。長江水系に属する。
川の流路の大部分は成都市の域内を流れる。成都市都心の錦江区の名は錦江にちなむ。成都市は戦国時代以来「蜀錦」と呼ばれる錦織の製造が盛んであり、蜀錦の品質の高さは雲錦・宋錦・壮錦と並び称された。漢代には、朝廷が成都に錦織物を扱う専門の官員を置いたため、成都は「錦官城」あるいは「錦城」と呼ばれていた。錦江の名も、人々が蜀錦をこの川で洗って仕上げたことに由来する。錦江はかつては府河、あるいは府南河とも呼ばれていたが、2005年5月に錦江という旧名に戻された。
錦江の本流は金牛区の洞子口に始まり、成都市の南の眉山市彭山県江口鎮で岷江に流入して終わる。全長は97.3km。成都市中心部を流れるもう一つの川・南河も錦江水系の一部である。
成都の中心を流れる錦江は、杜甫や李白などの詩人の作品の中にたびたび登場する。錦江両岸には唐代の女性詩人薛濤ゆかりの望江楼、合江亭、安順廊橋、道観（道教寺院）の青羊宮、水井坊の跡など様々な古跡がある。しかし錦江は汚染がひどくなったほか、土砂が堆積し洪水もしばしば起こった。川沿いは悪臭が絶えず、1980年代の洪水では安順廊橋が破壊された（2003年に再建）。これに対して、河川の浚渫や緑化・浄化などを行う「府南河綜合整治工程」が1990年代に開始されたことにより錦江の環境は改善され、成都市人民政府は国連からも表彰された。現在は両岸一帯に超高層ビルや超高層住宅が集中している。